# Адамчук Агафія Яківна
Ага́́фія Я́ківна Адамчу́к (1913 , Сахнівці, Старокостянтинівський повіт, Волинська губернія, Російська імперія  — невідомо ) — український радянський діяч, селянка. Депутат Верховної Ради УРСР першого скликання (1938—1947).

## Біографія
Народилася 1913 року в бідній селянській родині в селі Сахнівці, нині Старокостянтинівський район Хмельницька область, Україна. Рано залишилася без матері, з восьмирічного віку наймитувала, працювала одноосібником в радгоспі, у 1930 році, разом з батьком, вступила до колгоспу.
Весною 1931 року закінчила курси трактористів, після чого працювала трактористкою Старокостянтинівської машинно-тракторної станції (МТС). У 1932 році вступила до комсомолу. У 1933 році закінчила курси бригадирів тракторних бригад у селі Кривовілька Вінницької області, працювала помічником бригадира тракторної бригади МТС.
У 1936–1941 роках навчалася в Іллінецькій сільскогосподарській середній школі (технікумі) Вінницької області, здобула спеціальність агронома.
26 червня 1938 року була обрана депутатом Верховної Ради УРСР першого скликання по Липовецькій окрузі № 49 Вінницької області.
Член ВКП(б) з 1939 року.
Під час німецько-радянська війни була евакуйована в Саратовську область РРФСР, де працювала у колгоспі імені Ворошилова в селі Красне Приволзького району.
У 1944 році повернулася у Вінницьку область, працювала завідувачем районної ощадної каси в містечку Іллінці.

## Нагороди
- орден Леніна (30.12.1935).